# 小野真悟
小野 真悟（おの しんご、1984年7月7日 - ）は、日本のプロ野球選手（内野手・外野手）、野球指導者で、2010年代以降は実業家としても活動している。

## 来歴
大阪府大阪市出身。東海大学付属仰星高等学校から八戸大学に進むが中途退学した。2012年のインタビューでは、正式な進学前に大学野球部の練習に参加したときから「体育会気質」に違和を感じ、春のリーグ戦後に退部したと述べている。帰郷後は野球から離れていたが軟式の草野球に誘われたことで再度プレーする気になり、甲賀医療専門学校に特待生として入学してスポーツ医学などを学びながら野球を続けた。入学したのは2004年である。2006年から京都ファイアーバーズに所属。
2007年からベースボール・チャレンジ・リーグ（当時は北信越ベースボール・チャレンジ・リーグ）が発足するのを知ってトライアウトを受験し、新潟アルビレックス・ベースボール・クラブに入団した。初年度のチームは最下位だったが、プレーを見た石川ミリオンスターズ（同年の優勝チーム）監督の金森栄治の勧誘により、トレードで石川に移った。しかし2008年の石川では、自身のレベルと金森らの指導とのギャップを埋めることができず、自らオフに退団。地元に近いところがいいという考えから、2009年に発足した関西独立リーグの神戸9クルーズに入団、レギュラーとして打率3割を記録した。
自身から売り込む形で2010年から2011年まで四国アイランドリーグplusの愛媛マンダリンパイレーツでプレーした。入団決定時の自身のブログでは「少しでも野球に専念し、自分がステップアップできる環境を」という思いから神戸を自主退団したと記し、アイランドリーグとしたのは新潟所属時のリーグ選抜チーム対戦でレベルの違いを感じたからだと2012年のインタビューで述べている。
2012年にアメリカのペコス・リーグに所属するラスクルーセス・ヴァッケロスでプレーした。小野は2010年オフにウィンターリーグで渡米した際にリーグからオファーを得ていたが、ビザが下りなかったためさらに1年愛媛でプレーすることになったという。毎週のように選手が入れ替わる環境でシーズン終了までプレーした。2013年はリーガ・メヒカーナ・デ・ベイスボルのマイナーチームであるサンクエンティン・フレセロス、その後はドイツの野球ブンデスリーガ（2014年はケルン・カージナルス、2015年はドルトムント・ワンダラーズに所属、2015年にはリーグのオールスター戦にも出場）やコロンビアでプレーした。コロンビアのウィンターリーグ（リーガ・コロンビアーナ・デ・ベイスボル・プロフェシオナル）では選手登録に至らない練習生止まりであったが、後にウィンターリーグに所属した愛媛の後輩選手は小野がコロンビアで選手登録に挑戦したことを知っていたと述べている。2018年 - 2019年にはオーストラリアのニューサウスウェールズ州リーグに属するマンリー・イーグルス（Manly Eagles)でプレーした。ドイツとオーストラリアではコーチも兼任した。
2021年からは日本で新設の独立リーグ・九州アジアリーグの大分B-リングスに選手兼任コーチとして入団。背番号は「42」。小野によると、予定していたメキシコのマイナー球団が新型コロナウイルス感染症でリーグ戦が取りやめとなったため日本でプレーすることを考えて新設の大分にアプローチしたもので、「日本の独立リーグに復帰という意識はありません。今までやっていたことの延長線上に大分球団があって、自分の戦略的な目標に対するポイントが合っただけです。」と述べている。コーチ兼任は自分のキャパシティを広げるという目的で、選手・コーチいずれかの専任ならば入団しなかったという。シーズン終了後の10月21日、監督に就任することが発表された（発表では「選手兼監督」とはされておらず、専任監督）。これについて小野は、2022年の取材記事で、専任監督となったのは球団代表からの依頼によるもので「引退した」つもりはないと述べ、トレーニングも〔シーズン開幕後は減ったものの）継続しているという。2022年シーズン終了後の10月21日に監督退任が発表された。自身のTwitterでは、大分退団が「契約更新されず自由契約」であったと明かし、「今後はまたユニフォームを着れる場所を探して就活していきます」と述べた。
2022年12月16日、北海道フロンティアリーグの士別サムライブレイズ（2023年2月1日付でKAMIKAWA・士別サムライブレイズに改名）にヘッドコーチ兼GM補佐兼選手として入団することが発表された。現役選手への復帰は2年ぶりとなる。シーズン終了後の11月1日に今シーズンでの退任が発表された。小野は自身のX（旧Twitter）アカウントで、「新たな道は未定」と述べた。退任発表から2週間後の11月15日に、士別球団から2024年シーズンの監督兼球団代表補佐への就任（2年契約）が発表された。11月22日に就任会見（前監督の中村勝の退任会見と同時）が開かれた。2024年の1シーズン指揮を執り、シーズン終了後の10月3日に、契約満了（前年発表の「2年契約」は実際には1年だったと説明されている）による監督の退任が発表された。
一方、愛媛退団後に起業する。これは海外でプレーするに際してスポンサーを募るより、自分が経営者になった方が必要な資金が得られるという考えによる。2015年には愛媛県松山市にメキシコ料理店をオープンした。愛媛新聞の記事では、2020年現在も実業家として活動する傍らで野球選手としてプレーしていると記されている。2021年の取材記事では、ビジネスはスタッフに任せており店頭に立つことはまれで、ヨーロッパのリーグに在籍していた頃にはリモートで指示を送り、大分でもそのようにすると述べた。

## 詳細情報

### 独立リーグでの打撃成績
出典はBCリーグおよびアイランドリーグウェブサイト掲載の過去個人成績、神戸については阿佐智のブログ記事、大分と士別については一球速報.com。
| 年 度       | 球 団       | 試 合 | 打 席 | 打 数 | 得 点 | 安 打 | 二 塁 打 | 三 塁 打 | 本 塁 打 | 打 点 | 盗 塁 | 犠 打 | 犠 飛 | 四 球 | 死 球 | 三 振 | 併 殺 打 | 打 率 | 出 塁 率 | 長 打 率 |
| ----------- | ----------- | ----- | ----- | ----- | ----- | ----- | -------- | -------- | -------- | ----- | ----- | ----- | ----- | ----- | ----- | ----- | -------- | ----- | -------- | -------- |
| 2007        | 新潟        | 66    | 227   | 193   | 19    | 50    | 12       | 0        | 0        | 17    | 2     | 7     | 1     | 22    | 0     | 31    | 2        | .259  | .345     | .321     |
| 2008        | 石川        | 30    | 53    | 42    | 4     | 8     | 0        | 0        | 0        | 1     | 0     | 5     | 0     | 5     | 1     | 5     | 0        | .190  | .292     | .190     |
| 2009        | 神戸        | 68    |       | 196   | 25    | 59    | 13       | 2        | 2        | 25    |       |       |       | 20    |       | 21    |          | .301  |          | .490     |
| 2010        | 愛媛        | 53    | 122   | 115   | 8     | 26    | 4        | 0        | 1        | 12    | 0     | 2     | 1     | 3     | 1     | 18    |          | .226  | .250     | .287     |
| 2011        | 愛媛        | 40    | 113   | 100   | 8     | 26    | 4        | 1        | 0        | 11    | 0     | 1     | 2     | 10    | 0     | 14    |          | .260  | .321     | .320     |
| 2021        | 大分        | 8     | 21    | 21    | 1     | 3     | 0        | 0        | 0        | 1     | 0     | 0     | 0     | 0     | 0     | 7     | 0        | .143  | .143     | .143     |
| 2023        | 士別        | 3     | 3     | 3     | 0     | 0     | 0        | 0        | 0        | 0     | 0     | 0     | 0     | 0     | 0     | 1     | 0        | .000  | .000     | .000     |
| BCL：2年    | BCL：2年    | 96    | 280   | 235   | 23    | 58    | 12       | 0        | 0        | 18    | 2     | 12    | 1     | 27    | 5     | 36    | 2        | .247  | .336     | .298     |
| 関西：1年   | 関西：1年   | 68    |       | 196   | 25    | 59    | 13       | 2        | 2        | 25    |       |       |       | 20    |       | 21    |          | .301  |          | .490     |
| 四国IL：2年 | 四国IL：2年 | 93    | 235   | 215   | 16    | 52    | 8        | 1        | 1        | 23    | 0     | 3     | 3     | 13    | 1     | 32    |          | .242  | .284     | .307     |
| KAL：1年    | KAL：1年    | 8     | 21    | 21    | 1     | 3     | 0        | 0        | 0        | 1     | 0     | 0     | 0     | 0     | 0     | 7     | 0        | .143  | .143     | .143     |
| HFL：1年    | HFL：1年    | 3     | 3     | 3     | 0     | 0     | 0        | 0        | 0        | 0     | 0     | 0     | 0     | 0     | 0     | 1     | 0        | .000  | .000     | .000     |

- 2023年シーズン終了時

### 背番号
- 51 （2007年）
- 23 （2008年）
- 7 （2009年）
- 9（2010年 - 2011年）
- 42 （2021年 - 2024年）